# موتور دیترویت دیزل وی۸
جنرال موتورز در سال ۱۹۸۲ مجموعه ای از موتورهای V8 دیزلی را برای وانت‌های سی کی خود معرفی کرد.  خانوادهٔ موتورهای V8 جنرال موتورز تا سال 2000 تولید شد که با خط جدید دورامکس جایگزین گردید. زیرمجموعه این شرکت یعنی محصولات موتور جنرال هنوز یک نوع نظامی از این موتور را برای هاموی تولید می‌کنند.
کامیون‌های سبک جنرال موتورز، موتورهای دیزلی ۶/۲ و ۶/۵ لیتری را در تمام پیکاپ‌ها، شاسی‌بلندها و وانت‌هایی با اندازهٔ کامل، در سال‌های ۱۹۸۲ تا ۲۰۰۰ در اختیار داشتند.از جمله محصولات موفق این شرکت با موتور دیترویت دیزل V8، وانت شورولت C/K، شورولت سابربن، شورولت K5 بلیزر و جایگزین آن شورلت تاهو، شورلت فول سایز، شورلت وانت اکسپرس موفق آن و همچنین موتور خانه‌ها را می‌توان نام برد. این موتور در ای ام جنرال هاموی نظامی، هامر اچ۱ غیرنظامی و خودروی باربری تجاری نظامی جنرال موتورز در دههٔ ۱۹۸۰ استفاده شده‌ و یکی از توانمندترین موتورهای هم رده خود بوده است.

## ۶/۲ لیتر

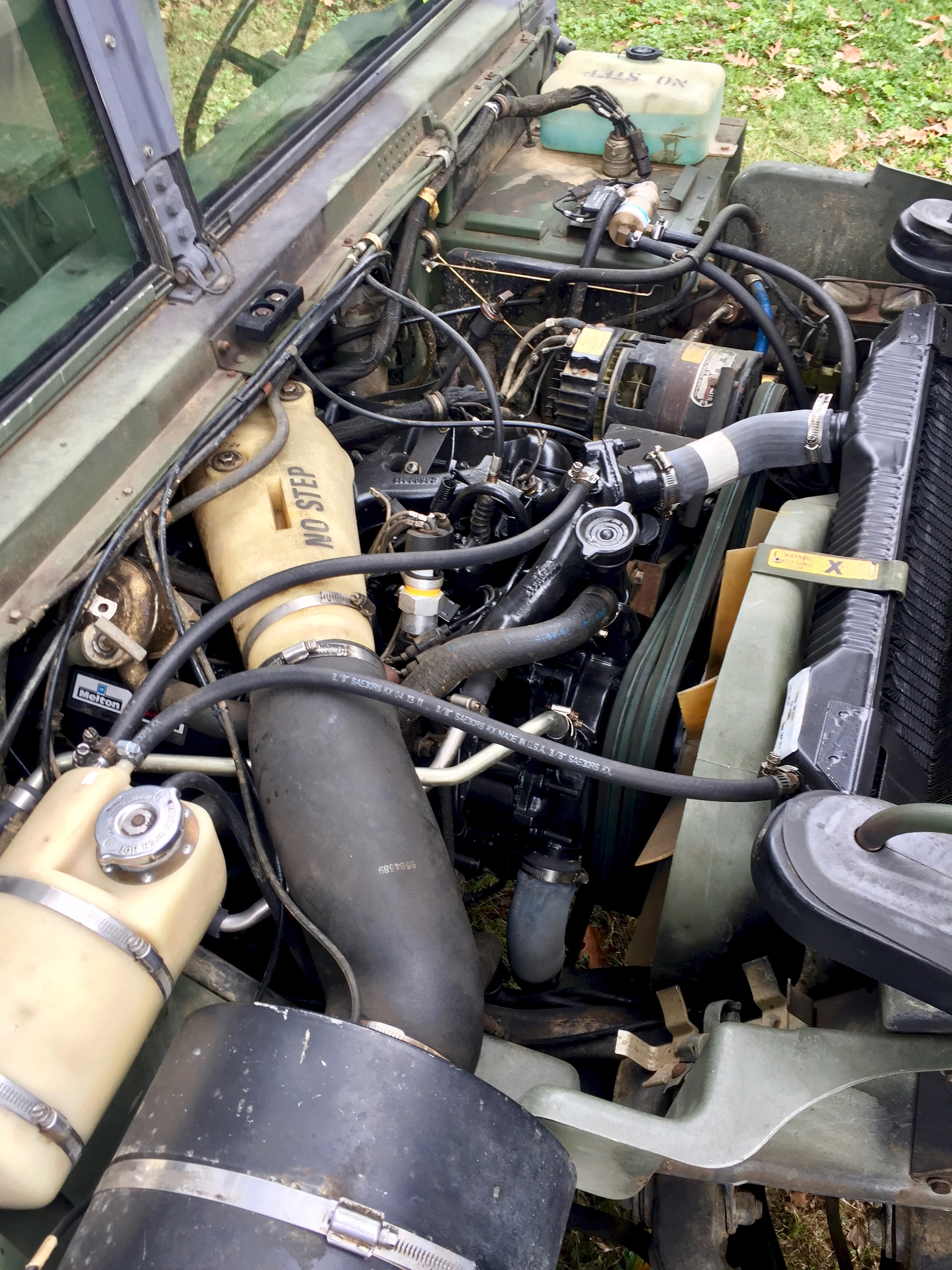
۶٫۲ لیتر به HMMWV 1987 نصب شده‌است

نسخهٔ اصلی ۶٫۲ لیتر (۳۷۹ اینچ مکعب) V8 دیزلی در سال ۱۹۸۲ برای شورولت C/K معرفی و تا سال ۱۹۹۳ تولید شد. ۶٫۲ لیتری دیزل به عنوان جایگزینی با مصرف سوخت بالا به ازای هر گالن برای موتورهای بنزینی V8 ظاهر شد و مسافت طی شده بهتری نسبت به موتورهای بنزینی ۴٫۳ لیتری شش سیلندر دهه ۱۹۸۰ داشت. در زمانی که بازار به جای کارایی، بر روی قدرت متمرکز بود. با این حال، به گونه‌ای طراحی شده‌بود که به راحتی در محل V8 بنزینی نصب شود، با استفاده از نصب و اتصالات مشابه برای گیربکس مانند تمام موتورهای کامیون جنرال موتورز. این اسناد به دولت ایالات متحده داده‌شد و به آژانس‌های مختلف فدرال و شاخه‌های نظامی صادر شد. این موارد به عنوان بسترهای آزمایشی در مورد مصرف سوخت طولانی مدت و قابلیت اطمینان در خودروها مورد استفاده قرار گرفتند.

## ۶/۵لیتر

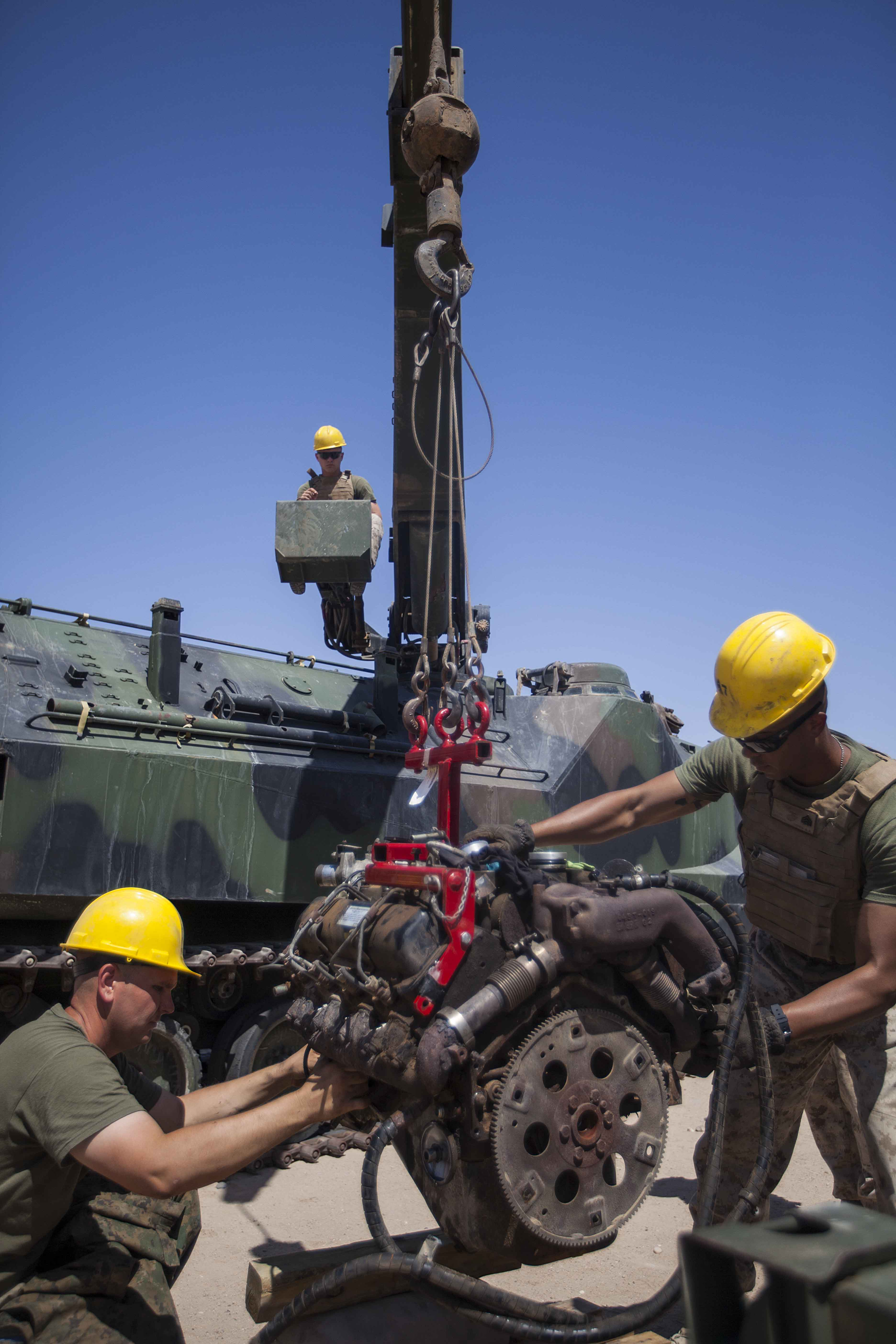
تفنگداران 22 MEU که یک موتور V8 6.5 لیتری را از هاموی (۲۰۱۴) خارج می‌کنند.

نسخهٔ ۶٫۵ لیتر (۳۹۵ اینچ مکعب) در سال ۱۹۹۲ برای جایگزینی ۶٫۲ لیتری معرفی شد. اکثر ۶٫۵ لیتری‌ها مجهز به توربو هستند. این موتور هرگز قرار نبود رقیب فورد/اینترنشنال و دوج/کامینز در قدرت و گشتاور باشد، بلکه یک موتور پرکار با طراحی ساده شده‌بود که قدرت قابل اعتمادی داشت و به مصرف سوخت مناسبی دست پیدا کرد. همچنین استانداردهای آلایندگی را در کامیون‌های نیم تنی رعایت کرد. موتور دیترویت دیزل وی۸ نسخه ۶/۵ لیتری، یکی از مدل‌های محبوب این سری موتورها می‌باشد. این موتور با قدرت ۲۲۵ اسب بخار و گشتاور ۵۲۰ فوت-پوند، برای کاربردهای مختلفی ازجمله حمل و نقل کامیون‌ها، خودروهای نظامی، کشتی‌ها و ماشین‌آلات سنگین مورد استفاده قرار می‌گیرد.